# Gašpar Alapić
Gašpar Alapić (?, 1. četvrtina 16. st. – Vukovina kraj Velike Gorice, 4. travnja 1584.), bio je hrvatski velikaš, hrvatski banovac (1573. – 1574.), ban (1574. – 1578.) i vojskovođa.

## Životopis
Gašpar Alapić u nasljedstvo dobio je Vukovinu i Gregurovec, a njegov brat Nikola, Veliki Kalnik. Kao kapetan pobijedio je 17. lipnja 1566. godine, kod Šikloša (Siklós), sandžak-bega Muhameda od Tirbale. U vrijeme osmanske opsade Sigeta grof Nikola Šubić Zrinski imenovao ga je, 6. kolovoza 1566. godine, svojim zamjenikom u slučaju smrti. Nakon proboja iz zapaljene tvrđave, 7. rujna 1566. godine, uspio je preživjeti uz nekolicinu drugih i Franju Črnka, tajnika Zrinskog, ali su zarobljeni i kasnije ih je otkupio Nikolin sin grof Juraj Zrinski.
Godine 1573. imenovan je banskom namjesnikom. Kao zapovjednik plemićke vojske porazio je seljačke postrojbe kod Kerestinca i Mokrica (6. veljače), a i u odlučnoj bitci kod Stubičkih Toplica (9. veljače), čime je skršio ustanak Matije Gupca. Na zahtjev hrvatskoga bana Jurja Draškovića imenovan je drugim banom.
Umro je u Vukovini kod Velike Gorice, 4. travnja 1584. godine. Po želji iz oporuke, pokopan je u pavlinskoj crkvi u Remetama uz svoga oca.

## Vanjske poveznice
- Gašpar Alapić – Hrvatska encklopedija
- Gašpar Alapić – Proleksis enciklopedija online
- Putnici kroz vrijeme  Arhivirana inačica izvorne stranice od 2. veljače 2017. (Wayback Machine), O Gašparu Alapiću, hrvatskom banu, branitelju Sigeta i gušitelju velike Seljačke bune. Je li Gašpar Alapić bio heroj ili zločinac?, radio.hrt.hr, 20. prosinca 2016.

| Prethodnik:         | Hrvatski ban (1575. – 1577.) | Nasljednik:  |
| Juraj II. Drašković | Hrvatski ban (1575. – 1577.) | Krsto Ungnad |